# (15887) Daveclark
(15887) Daveclark (1997 ER26) – planetoida z grupy pasa głównego asteroid okrążająca Słońce w ciągu 5,34 lat w średniej odległości 3,06 j.a. Odkryta 4 marca 1997 roku.